# Javi Puado
Javi Puado (Barcelona, 25 de maio de 1998) é um futebolista espanhol que atua como meio-campista. Atualmente joga pelo Espanyol.

## Carreira
Nascido em Barcelona, Puado ingressou na academia de jovens do RCD Espanyol em 2014, vindo da UE Cornellà. Ele fez sua estreia sênior com os reservas em 20 de agosto de 2016, entrando como substituto no segundo tempo em um empate fora de casa por 1-1 da Segunda División B contra o UE Llagostera.

## Títulos
Espanyol
- Segunda División: 2020–21

Espanha
- Jogos Olímpicos: 2020 (medalha de prata)[4]